# Gentium
Gentium (latino: delle genti, delle nazioni) è un tipo di carattere con grazie Unicode disegnato da Victor Gaultney e pubblicato con la licenza licenza SIL Open Font SIL [OFL], che ne permette la modifica e la distribuzione.
Gentium definisce circa 1.500 glifi che coprono quasi tutta la gamma di caratteri latini in uso nel mondo, oltre al greco antico e moderno, disegnati in modo da fondersi armoniosamente con i caratteri latini. La copertura dei caratteri cirillici è in via di sviluppo.

## Storia e tipi di caratteri correlati
Gentium è fornito con un secondo font, GentiumAlt (Gentium alternativo), che contiene segni diacritici appiattiti, che migliorano l'aspetto delle lettere con diacritici multipli, oltre a una variante del glifo greco circonflesso che ricorda un simbolo di breve invertito.

## La licenza Open Font
Lo sviluppo continuo del font incoraggia i contributi degli utenti.
Gentium è stato pubblicato con licenza Open Font il 28 novembre 2005. Altri tipi di carattere pubblicati con la stessa licenza sono il Charis SIL ed il Doulos SIL.